# Louestault
Louestault war eine französische Gemeinde mit 361 Einwohnern (Stand 1. Januar 2022) im Département Indre-et-Loire in der Region Centre-Val de Loire; sie gehörte zum Arrondissement Tours und zum Kanton Château-Renault. Die Einwohner werden Louestaultiens genannt.
Die Gemeinde Louestault wurde am 1. Januar 2017 mit Beaumont-la-Ronce zur Commune nouvelle Beaumont-Louestault zusammengeschlossen.

## Geographie
Louestault liegt in der Gâtine an der Dême, etwa 25 Kilometer nördlich von Tours. 
Umgeben wurde die Gemeinde Louestault von den Nachbargemeinden Chemillé-sur-Dême im Norden, Marray im Osten, Beaumont-la-Ronce im Süden sowie Neuvy-le-Roi im Westen.

## Bevölkerungsentwicklung
| 1962                       | 1968 | 1975 | 1982 | 1990 | 1999 | 2006 | 2013 |
| -------------------------- | ---- | ---- | ---- | ---- | ---- | ---- | ---- |
| 291                        | 266  | 230  | 229  | 206  | 290  | 360  | 387  |
| Quellen: Cassini und INSEE |      |      |      |      |      |      |      |

## Sehenswürdigkeiten
- Kirche Saint-Georges aus dem 11. Jahrhundert
- Schloss Fontenailles aus dem 14. Jahrhundert, Mitte des 19. Jahrhunderts umgebaut